# Cyphonetria
Cyphonetria is een geslacht van spinnen uit de familie hangmatspinnen (Linyphiidae).

## Soort
De volgende soort is bij het geslacht ingedeeld:
- Cyphonetria thaia Millidge, 1995